# Адата (Сярско)
Вижте пояснителната страница за други значения на Адата.
Ада̀ чифлѝк (Ада чувлик) или често членувано Ада̀та (на гръцки: Αδά) е бивше село в Егейска Македония, на територията на дем Сяр, Гърция.

## География
Намирало се е югозападно от Сяр, в заблатената местност на север от Струма, североизточно от Долна Камила.

## История

### Етимология
Името е от турското ada çiflik, стопанство при остров.

### В Османската империя
През XIX век Адата е малък чисто български чифлик, числящ се към Сярската кааза. Според „Етнография на вилаетите Адрианопол, Монастир и Салоника“, издадена в Константинопол в 1878 година и отразяваща статистиката на населението от 1873 година, Адата (Adata) има 40 домакинства с 45 жители българи.
В 1891 година Георги Стрезов определя селото като част от Сармусакликол и пише:
| „ | Адата, на ЮИ от града 2 часа, близо до реката Та Яни. Околното поле блатисто, но твърде плодородно. Жителите се ползуват наполовина от житните произведения, 20 къщи, 100 жители българе. | “ |

Според статистиката на Васил Кънчов („Македония. Етнография и статистика“) в 1900 година Адата има 180 жители българи християни.
По данни на секретаря на Българската екзархия Димитър Мишев („La Macédoine et sa Population Chrétienne“) в 1905 година християнското население на Адата (Adata) се състои от 184 жители българи патриаршисти гъркомани и 6 цигани.
Селяните от Ада се оплакват до европейските консули и властите осъждат кмета на селото.